# Hut-Point-Halbinsel
Die Hut-Point-Halbinsel (englisch Hut Point Peninsula) ist der südwestliche Ausläufer der antarktischen Ross-Insel. Die südöstliche Flanke der etwa 4,8 Kilometer breiten und 24 Kilometer langen Halbinsel ist dem Ross-Schelfeis zugewandt, im Westen grenzt sie an die Erebus Bay. Das südliche Ende der Halbinsel, zugleich die Südspitze der gesamten Insel, ist Kap Armitage.
Als Teil einer Vulkaninsel besteht die Hut-Point-Halbinsel aus einer Reihe vulkanischer Schlackenkegel, deren höchste Erhebung Castle Rock ist mit einer Höhe von 413 m. Gesteinsdatierungen ergaben ein pleistozänes Alter von 1,2 bis 0,3 Mio. Jahren.
Die Discovery-Expedition (1901–1904) unter Robert Falcon Scott baute ihre Hütte (englisch hut)  am Hut Point, einer Landspitze, die etwa 1,6 Kilometer nordwestlich von Kap Armitage am südlichen Ende der Halbinsel liegt, heute unweit der McMurdo-Station. Mitglieder von Scotts Terra-Nova-Expedition (1910–1913) nutzten die Hütte oft auf ihren Reisen, obwohl sie ihr Basislager am Kap Evans hatten. Sie prägten auch den Namen „Hut-Point-Halbinsel“.
Die US-amerikanische McMurdo-Station und die neuseeländische Scott Base sind Forschungsstationen nahe der Spitze der Hut-Point-Halbinsel.

## Einzelnachweise

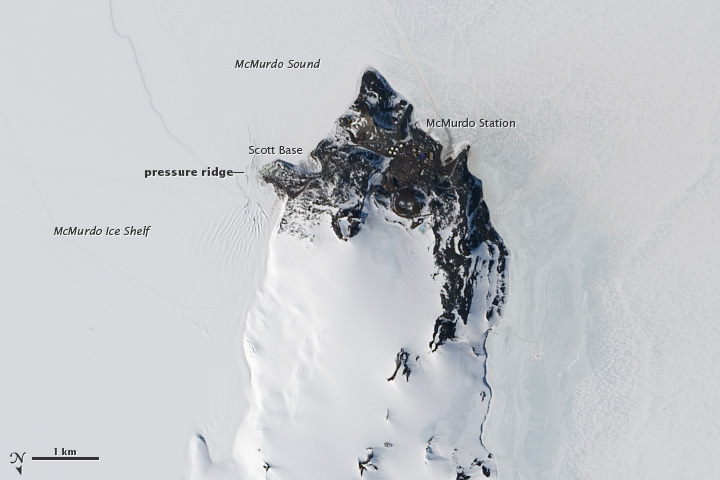
Spitze der Halbinsel
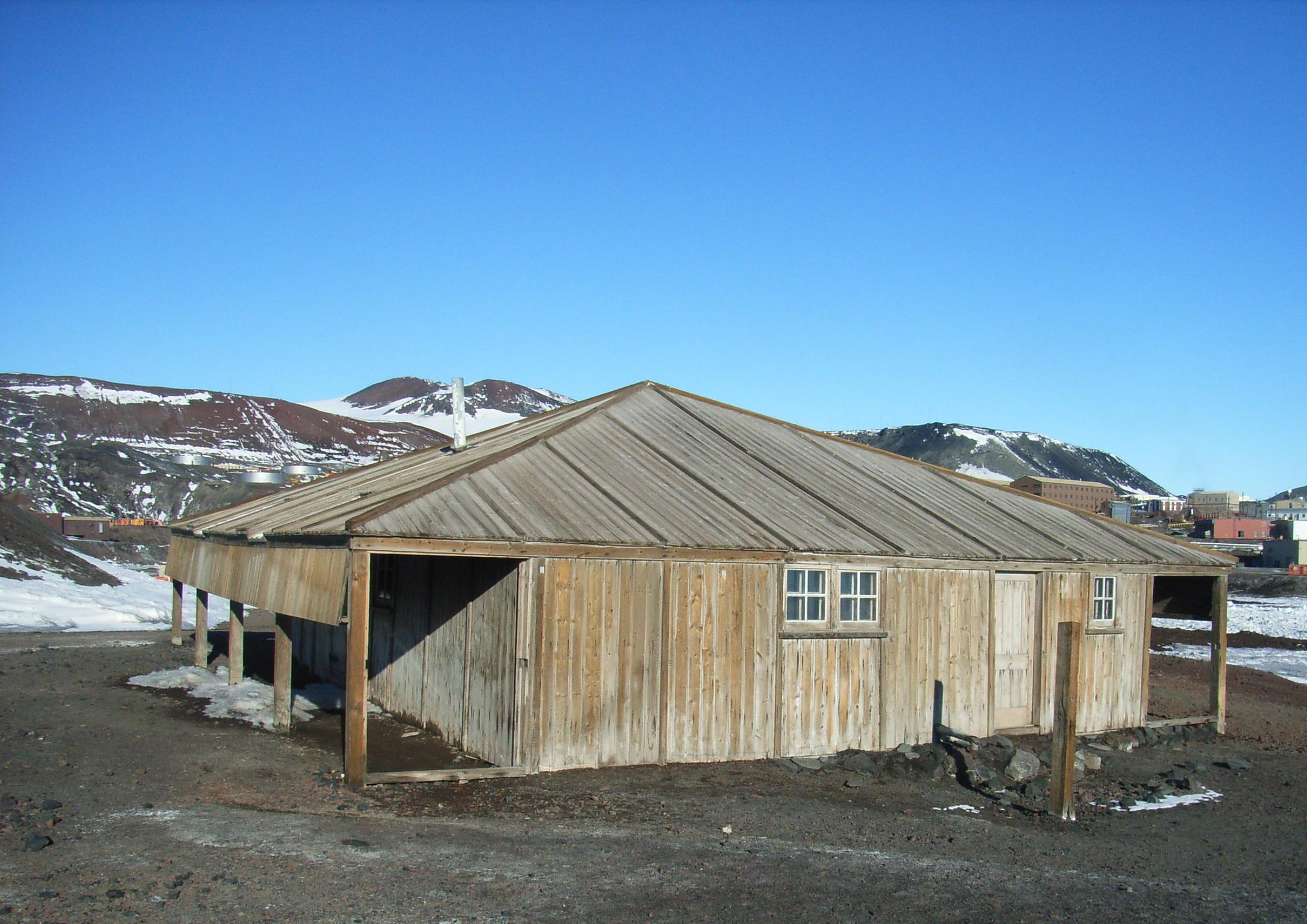
Scotts Hütte (2006), im Hintergrund McMurdo-Station